# لوت وغارون (إقليم فرنسي)
لو وغارون (بالفرنسية: Lot-et-Garonne)‏ هي محافظة تقع في جنوب غرب فرنسا، وتمت تسميتها على نهري لو وغارون.

## معرض صور

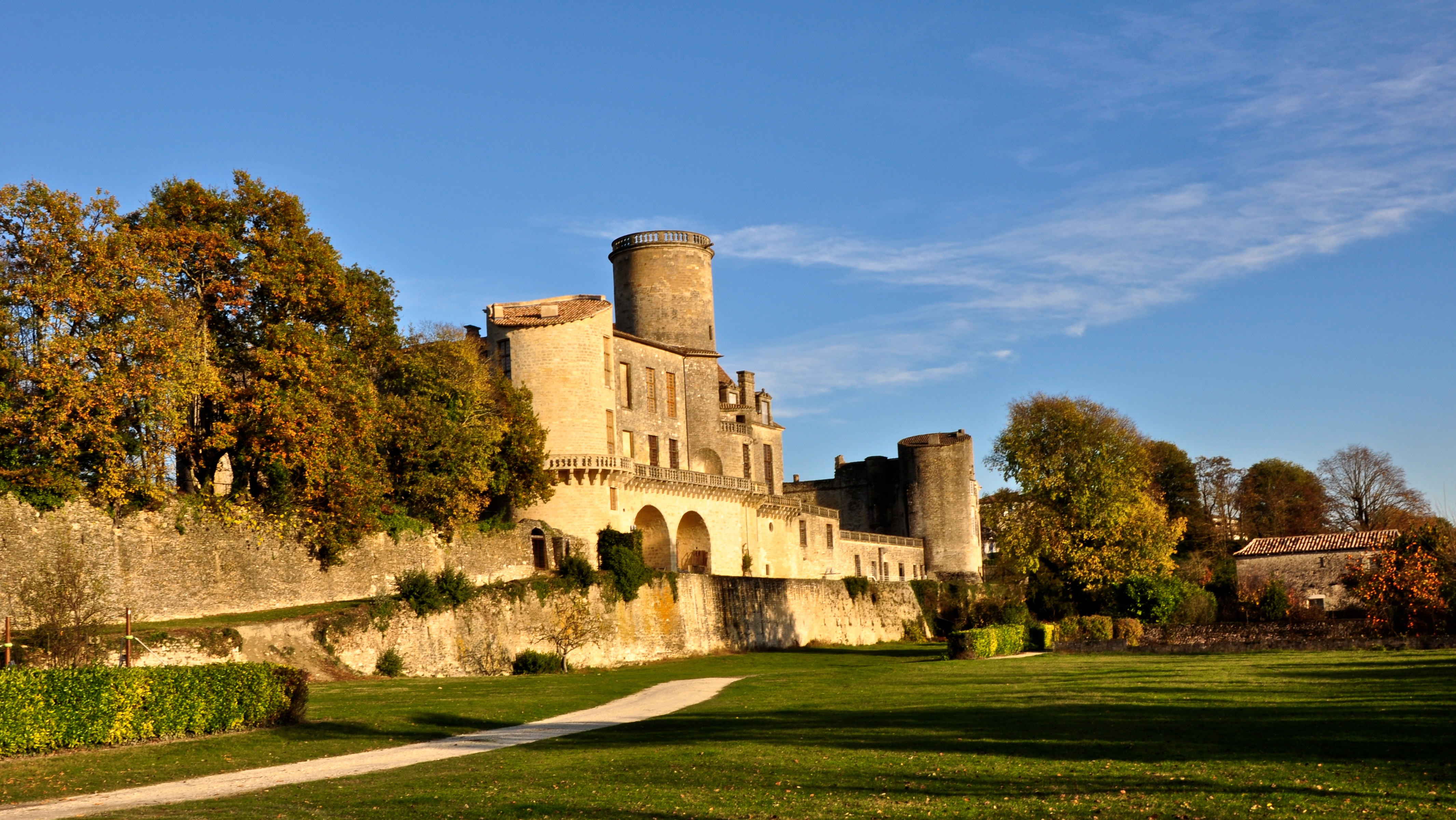
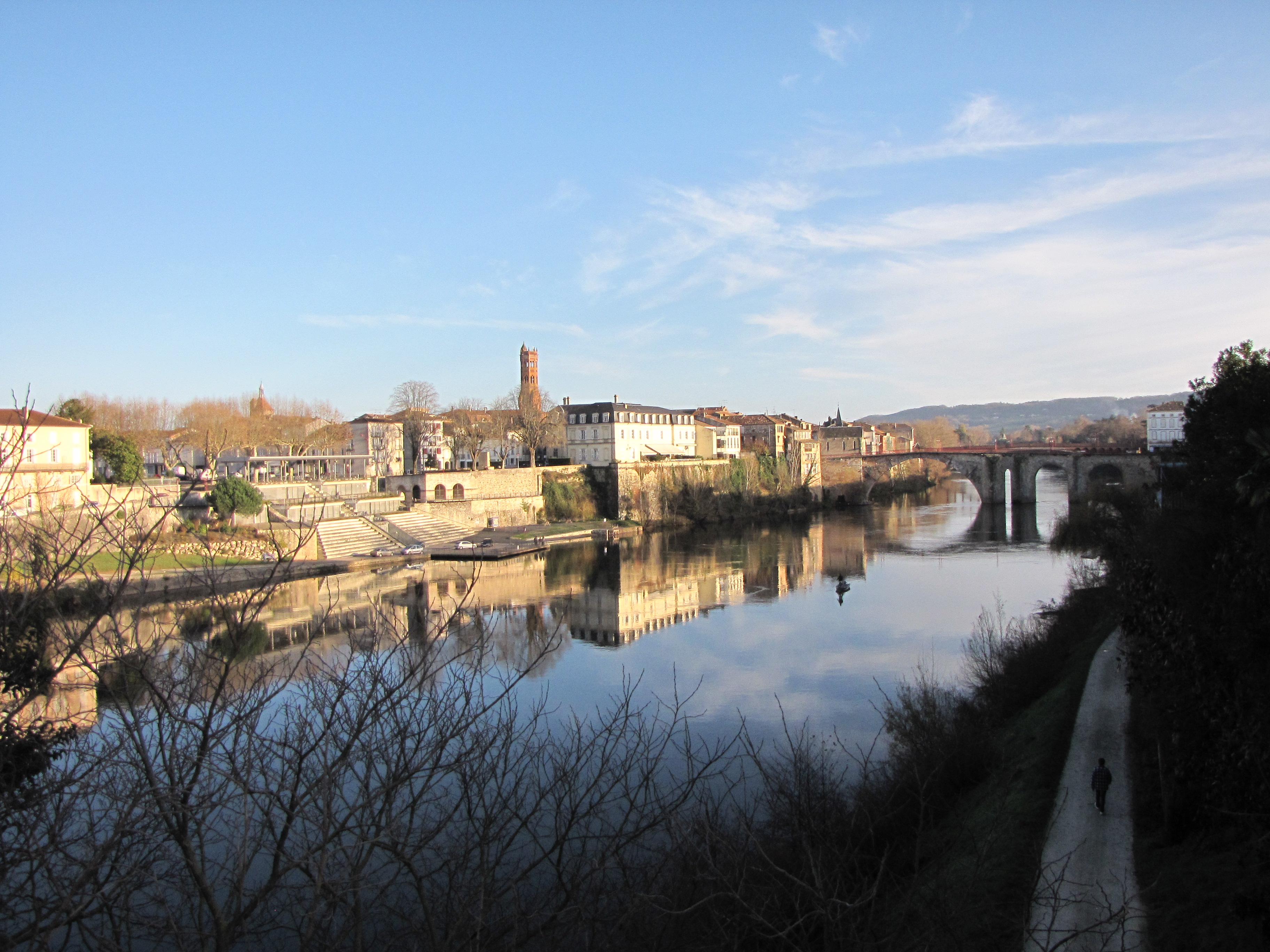
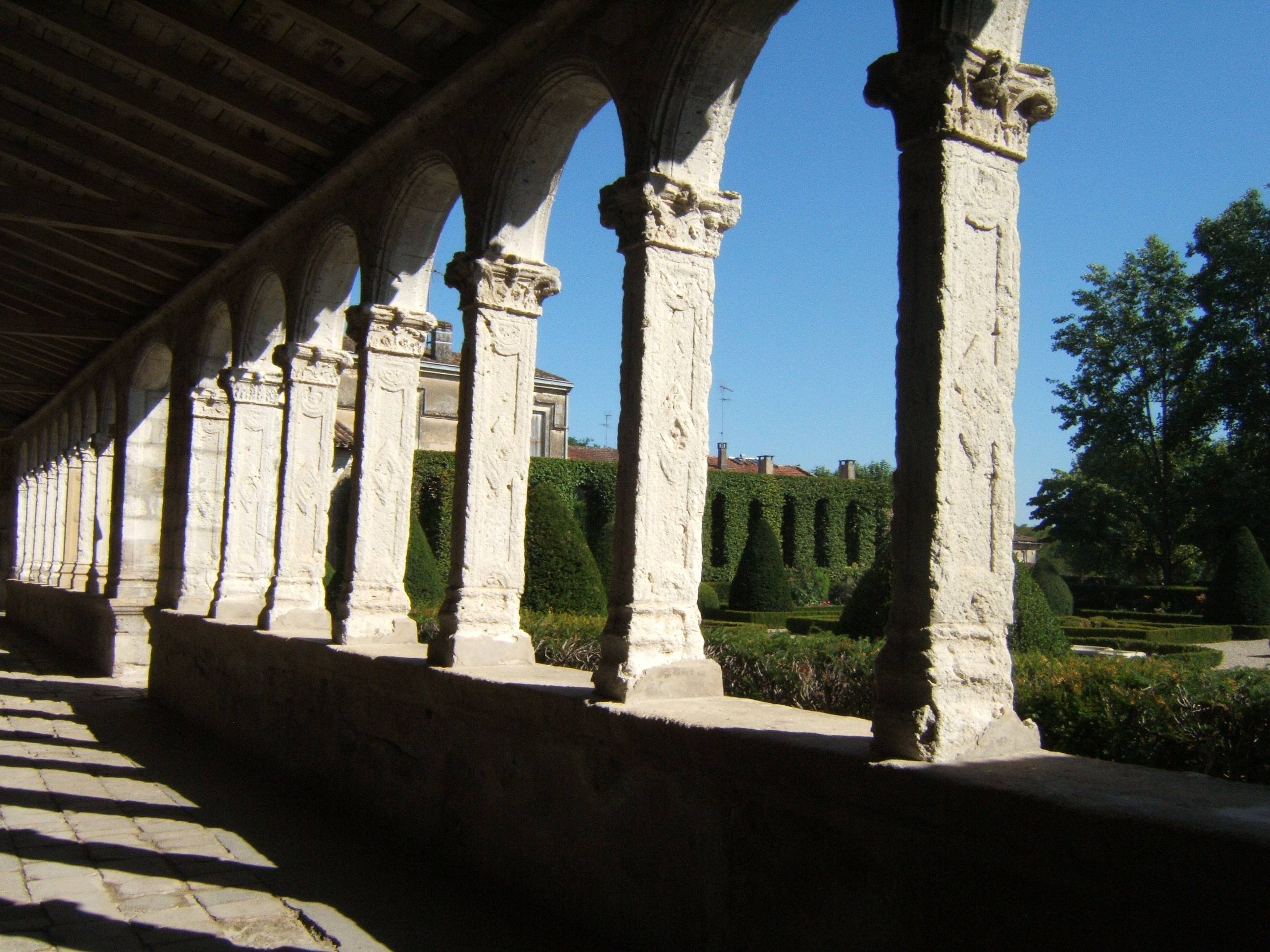
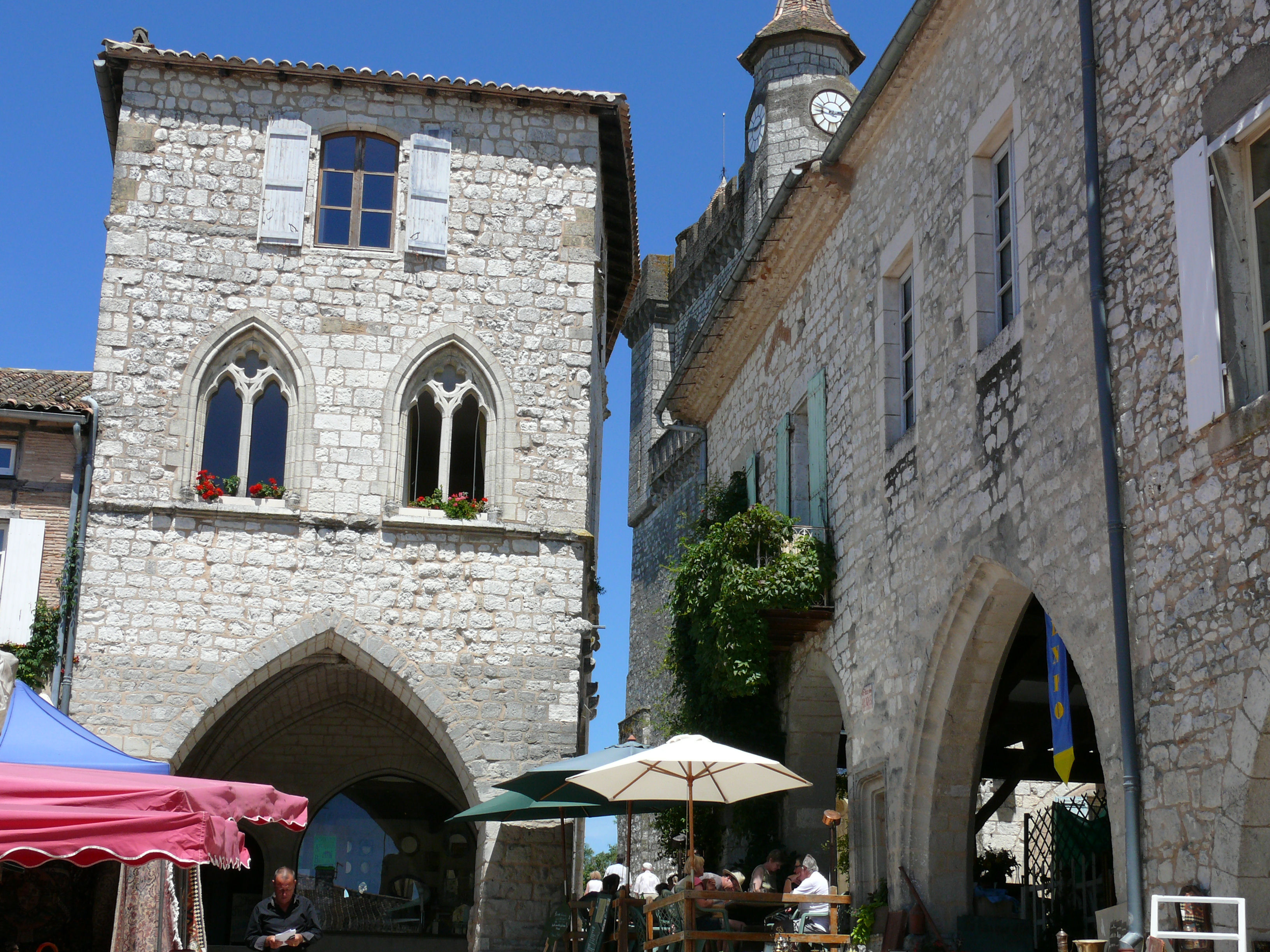
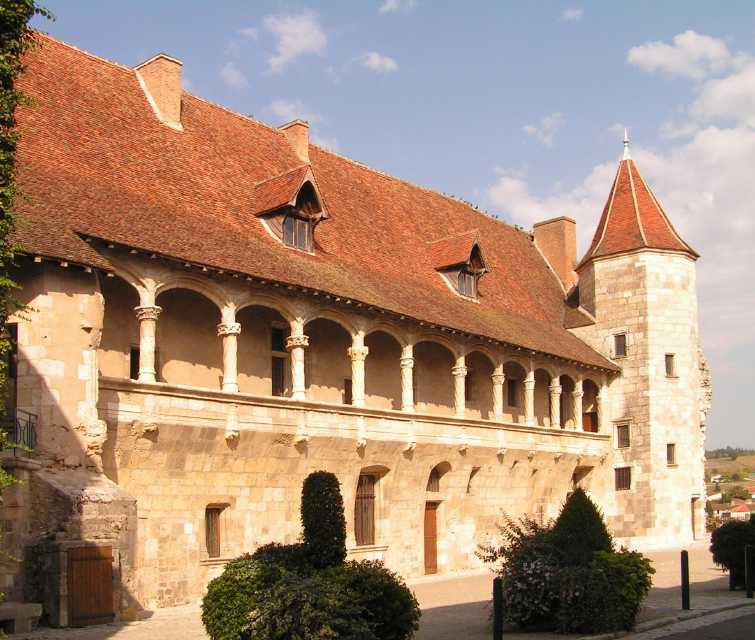
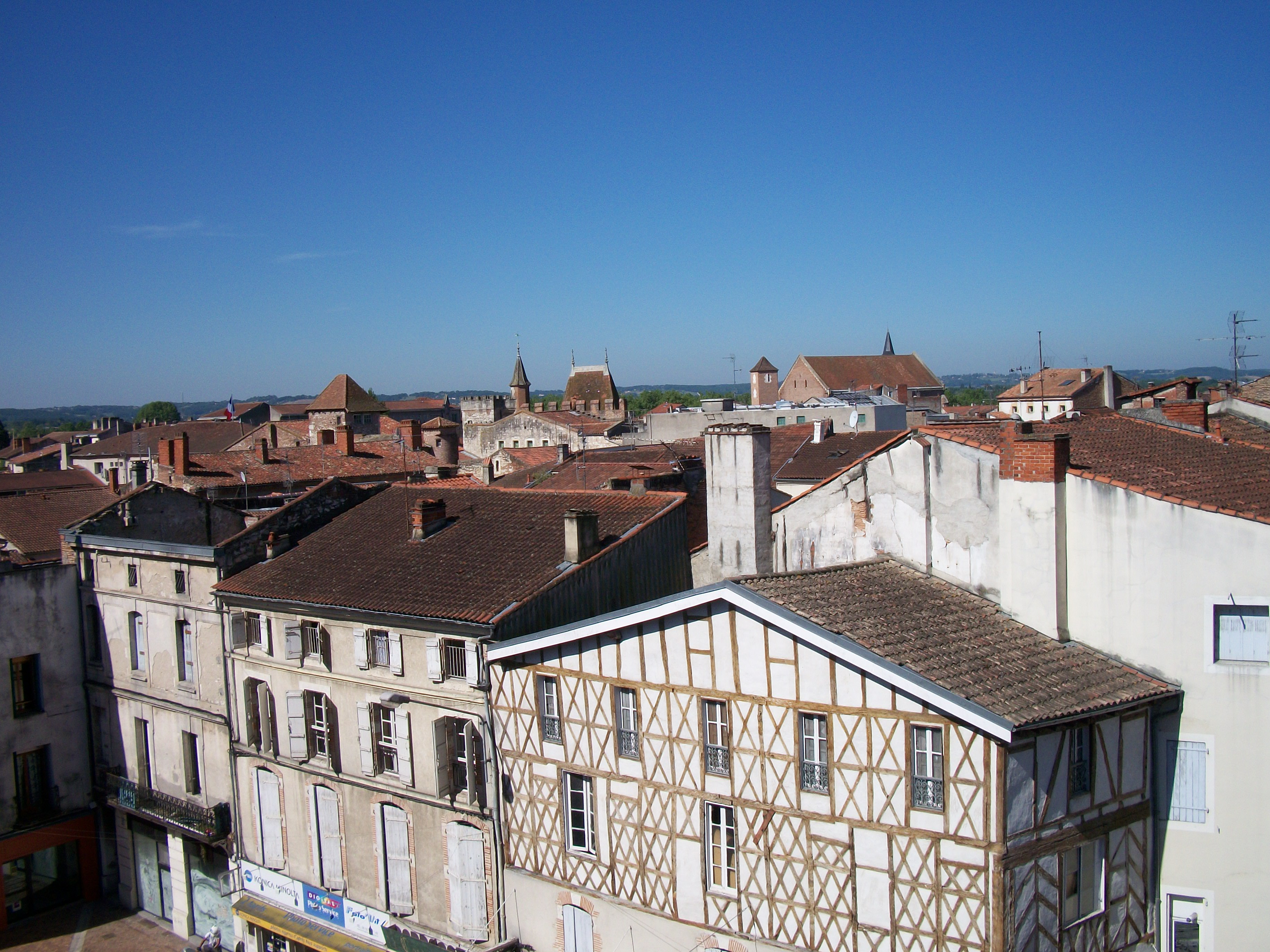